# DEATHBIE

DEATHBIE ("El alter ego de AYABIE"), es una banda japonesa de metal gótico de estilo Visual kei

## Historia
Se formó originalmente a principios del 2008, poco después que Yumehito se uniera a 彩 冷える [AYABIE].
DEATHBIE ha hecho escasas presentaciones en vivo tocando canciones principalmente cover de otras bandas, así como las más "pesadas" del mismo アヤビエ [Ayabie].
A menudo ellos tomaban vestimentas parecidas a bandas conocidas de "metal" como Moi Dix Mois y Dir En Grey o simplemente en su propio estilo de gótico. DEATHBIE apareció junto a los 彩 冷える [AYABIE] constantemente hasta su gran debut con la discográfica Tokuma en 2009.
En este punto, DEATHBIE desapareció y no volvió a aparecer hasta el anuncio del debut del "nuevo" AYABIE en 2011 cuando se anunció que DEATHBIE haría su regreso con su primer Single y PV, "潜 血 の Mariya" (senketsu no Mariya) .

## Miembros
los miembros de DEATHBIE a menudo el cambio de nombre y apariencia, pero ahora podemos apreciar aquellos nombres confirmados por ellos mismos
- Voz: Yamadadesu「山田です。」, Es el alter-ego de Kuroboshi Yumehito (黒星夢仁), y tal vez el cambio de Nombre, pueda llevarnos hacia Ijigen Ankoku Hakkyoutai [otra banda de yumehito] Aparte de aquella frase utilizada por Kuroboshi o mejor dicho Yamada (y aún utilizada por Yumehito).[2]

```
     *
「暗黒の世界へ．．．ようくそ．．．」

		
     *
(Welcome... to the world of darkness....)

		
     *
> Bienvenido... al mundo de la oscuridad... <
```

- Guitarra: Alps 「アルプス」alter ego de Takehito
- Bajo: Karasu 「鴉」alter ego de intetsu.De Karasu, solamente se sabe, que opto por aquel nombre ya que viene de la máscara que siempre utiliza.
- Batería: 「D.novem」alter ego de KENZO.De ,D.novem hay una "Teoria", se dice que "D" puede venir del mes de diciembre y Novem del Latin 9, En si, juntándolas darían "9 de Diciembre", siendo este el mes y dia del cumpleaños del baterista de AYABIE, KENZO.

## Discografía
- [Maxi-single]潜 血 の Mariya

01. Senketsu no MARIYA
02. Mou head-bang nanteshinai nanteiwanaiyo zettai
03. La gueule de bois
04. Kotori no saezuri

## PV
- 潜 血 の Mariya(bloody Mary)